# تربية النحل في المناطق الحضرية

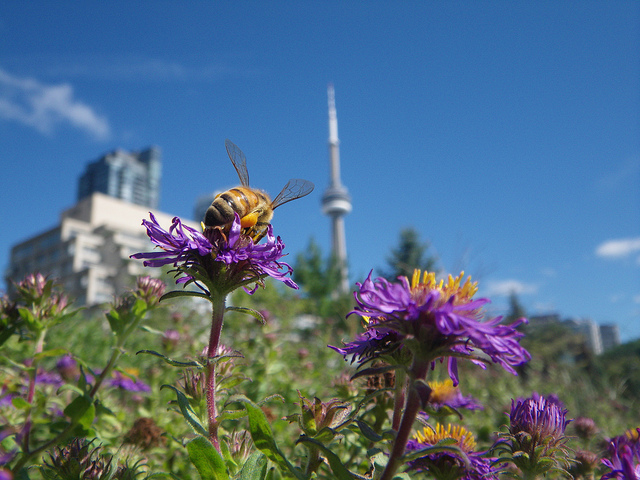
نحلة عسل في تورونتو

تربية النحل في المناطق الحضرية هي ممارسة الحفاظ على مستعمرات النحل في هذه المناطق الحضرية. قد يشار إليها أيضا بانها هواية تربية النحل أو تربية النحل في الفناء الخلفي. ويقال أن النحل في المدينة  أكثر صحة وأكثر إنتاجية من النحل في البلاد الأخرى . كما أن وجودهم يوفر للمدن منافع بيئية واقتصادية.
حظرت معظم المدن في أمريكا الشمالية في وقت واحد من تربية النحل في المدن، ولكن في السنوات الأخيرة نجح مربي النحل في قلب حظر النحل. يقوم النحل بتلقيح مجموعة واسعة من النباتات، وعادة ما يباع العسل الذي ينتجونه إلى المطاعم والمتاجر المحلية. العديد من المناطق الحضرية تنظم الآن تربية النحل، في حين أن تسجيل خلايا النحل هو أمر إلزامي في كثير من الأحيان، لكن نسبة عالية من مربى النحل في المناطق الحضرية غير مسجلون.
شعبية تربية النحل في المناطق الحضرية كانت تنمو بسرعة في 2012. ربما يرجع ذلك إلى إدراجها في حركة الأغذية المحلية. بين عامي 1999 و2012، شهدت لندن زيادة بنسبة 220٪ لمربي النحل. يختلف عدد خلايا النحل الحضرية بشكل كبير من مدينة إلى مدينة، وقد يكون هذا الرقم غير دقيقة لأن خلايا النحل غير مسجلة في الغالب. وبما أن المدن تمتلك مساحات خضراء محدودة، فإن الشعبية المتزايدة للهواية قد تؤدي إلى انخفاض إنتاجية العسل كما ورد في لندن مدينة نيويورك. وفقاً لدراسة بحثية عام 2015، فإن البيئات الحضرية تفضل بقاء ونقل بعض العوامل المرضية التي تؤثر على نحل العسل وقد تكون عاملاً مساهماً في أمراضها.
إن إحدى المشكلات التي أحدثتها موجة من النحل تتسارع،عندما تغادر ملكة مستعمرة مكتظة مع حاشية من العمال لبدء عملها.